# NCAPH2
Субъединица H2 комплекса конденсин-2 (англ. Condensin-2 complex subunit H2) также известный как хромосом-ассоциированный белок H2 (CAP-H2) — белок, который у человека кодируется геном NCAPH2 CAP-H2 является субъединицей конденсина II, большого белкового комплекса, который участвует в конденсации хромосом.